# ФК Левски (Крупник)
ФК Левски (Крупник) е футболен клуб от Крупник, област Благоевград. През сезон 2022/23 се състезава в "А" ОГ Благоевград - подгрупа "Струма".

## История

### Началото
Освен с богатата си многовековна история, датираща още от Aнтичността, хората от с. Крупник са оставили своя следа и в развитието на физическата култура и спорта на страната ни. 
През далечната 1916 г. населението на Крупник за първи път наблюдава футболна игра, поднесена му от английски войници, пребиваващи на лагер в селото. 
Запалени от техния пример, близо двадесет години, крупничани развиват спортна дейност неорганизирано, докато група ентусиазирани младежи създават дружество „Юнак“, регистрирано веднага на национално равнище, със задача да привлекат младото поколение към физически занимания, организирано и целенасочено. Още на следващата година дружеството е преименувано в „Левски“ и популярност придобиват футболът, скачането, бягането, правенето на излети в красивата околност на Крупник. 

### Основаването на клуба и дейността му до 1944 г.
През 1937 г. е основан и футболният отбор по инициатива на група младежи, които със собствени средства се грижили за издръжката му. Сред тях са: Иван Георгиев Равначки, Румен Давчев, Кирил Филатов, Крум Андонов Миленков от Черниче, Костадин Стоянов Чивиев от Черниче, Кирил Лазаров Льольов, Павел Василев Попов, Методи Узунов Попов (Медката), Симеон Петров Равначки, Кирил Равначки, Лазар Марков,  Иван Вангелов Киров, Иван Чакъров, Благой Михайлов Филатов, Славчо Ханджийски, Асен Новаков, Любен, Иван и Аспарух Кирови, Георги Паскалев и др.  

### Дейността на клуба от 1944 до 1989 г.
След 09.09.1944 г. започва организирането и провеждането на приятелски футболни срещи със села от бившата благоевградска околия.
Първоначално условията, при които тренирали и играели младите ентусиасти, били много трудни. Липсвали средства, нямало материална база, но желанието да се спортува било по-силно от всичко. Така през 1954 г. Илия Марков дарил една от нивите си в м. „Извор“ за изграждането на футболно игрище. Постепенно то било оградено с телена мрежа, изградени били високи трибуни и удобна съблекалня за футболистите. 
Първият мач на новоизграденото игрище е между отборите на Крупник и Мечкул.
През годините футболната дейност все повече се налагала сред младите хора. За участията си във футболните срещи, футболистите пътували до съседните в окръга места с товарни, неудобни коли - „Молотовки“ и „Виетнамки“, които били с разбити подове, но нищо не спирало младежите. 
Материалната база на стадиона при „Извор“ непрекъснато се подобрява, а по-късно се изгражда по-голям стадион. Своят принос за това имат и кметовете, които все повече помагали за развитието на футбола в селото. Особен принос в това отношение има кметът Марян Чифлигаров. През 1964-1967 г. ФК „Левски“ участва и се нарежда в „А“ окръжна група, а по-късно и в националните клубове на дружество „Пирин“, „Марек“ и „Левски“.  През 1978 г. в с. Бобошево отборът отново води борба за турнирно влизане в „А“ окръжна група. През 1970-1989 г. е съществувал и детско-юношески отбор, който постоянно е заемал първите места на първенствата. През този период отборът се е издържал благодарение на спонсорството на АПК с. Крупник, РПК и Крупнишка комуна.

### Дейността на клуба след 1989 г.
През периода 1992-1998 г. като регионален първенец „Левски“ Крупник играе във „В” футболна група в Софийска област срещу отбори като Пионер, Радомир и други. В първенството през 1992 г. отборът се нарежда на трето място, а детско-юношеският отбор - на второ място.
Любовта към футбола запалва и най-малките. 
На 03 септември1989 г. се сбъдва голямата мечта на спортистите и запалянковците – изграден е нов спортен комплекс и спортната общественост единодушно решава той да носи името „Спартак“. 

През 2014 г. ФК „Левски“ се сдобива с напълно обновена материална база и преименуван стадион - „Арена“ Крупник, финансиран по проект „За младите хора и тяхното бъдеще“. 

През 2017 г. с тържествена церемония отборът отбелязва своя 80 – годишен юбилей.

## Сезони
| Сезон   | Група                             | Място  |
| ------- | --------------------------------- | ------ |
| 2008/09 | ОФГ Благоевград - "Бистрица"      | 4/13   |
| 2009/10 | "А" ОФГ Благоевград - "Струма"    | 6/9    |
| 2010/11 | ОФГ Благоевград - "Бистрица"      | 6/14*  |
| 2012/13 | ОФГ Благоевград - "Бистрица"      | 7/14   |
| 2013/14 | ОФГ Благоевград - "Бистрица"      | 2/11   |
| 2014/15 | ОФГ Благоевград - "Бистрица"      | 3/10   |
| 2015/16 | ОФГ Благоевград - "Бистрица"      | 8/9    |
| 2016/17 | "А" ОГ Благоевград                | 1/10   |
| 2017/18 | "А" ОГ Благоевград                | 3/12   |
| 2018/19 | "А" ОГ Благоевград                | 4/13   |
| 2019/20 | "А" ОГ Благоевград                | 3/11** |
| 2020/21 | "А" ОГ Благоевград                | 3/14   |
| 2021/22 | "А" ОГ Благоевград - "Бистрица"   | 1/9    |
| 2021/22 | "А" ОГ Благоевград - Първа осмица | 1/8    |
| 2022/23 | "А" ОГ Благоевград - "Струма"     |        |

(*) Данните са до 13ти кръг 

(**) Сезонът е прекратен

## Купа на АФЛ
| Сезон   | Турнир      | Етап                            | Отбор            | Резултат |
| ------- | ----------- | ------------------------------- | ---------------- | -------- |
| 2022/23 | Купа на АФЛ | Област Благоевград - 1/4 финали | Спартак (Склаве) | 1:1      |

## Успехи
"А" ОГ Благоевград:
- Шампион (2): 2016/17, 2021/22